# Grafiker
Grafiker är en konstnär som framställer grafik, det vill säga etsade, graverade eller skurna (träsnitt eller linoleumsnitt) mallar för framställning av tavlor genom en grafisk tryckprocess i serier om ett hundratal till enstaka tusental.
Ordet grafiker är också en bred beteckning på ett stort antal yrken inom tryckeribranschen. I äldre tid motsvarades detta delvis av yrkesbenämningen typograf. Den kan även beteckna en person som framställer datorgrafik, datorkonst eller digital konst etc. En grafiker kan exempelvis vara grafisk formgivare. Inom journalistiken är en nyhetsgrafiker en journalist som framställer nyhetsgrafik.

## Svenska grafiker
- Bertil Lundberg
- Lars Hejll
- Torsten Billman
- Stig Borglind
- Bertil Bull Hedlund
- Kerstin Cedell
- Maud Comstedt
- Ellen Cronholm
- Hjalmar Eneroth
- Axel Fridell
- Kristina Forsberg
- Sylvia Fullman
- Gösta Gierow
- Anders Gudmundson
- Karl Erik Häggblad
- Emil Johanson-Thor
- Jürgen von Konow
- Bengt Landin
- Sven Ljungberg
- Hasse Lindroth
- Evert Lundqvist
- Göran Nilsson
- Gunnar Norrman
- Lars Norrman
- Hans Norsbo
- Alf Olsson
- Lars Palm
- Lennart Rodhe
- Christer von Rosen
- Reinhold von Rosen
- Harald Sallberg
- Philip von Schantz
- Bertram Schmiterlöw
- Nils G Stenqvist
- Eva Stockhaus
- Roland Svensson
- Axel Tallberg
- PG (Pär Gunnar) Thelander
- Jan Thunell
- David Tägtström
- Anders Wollin
- Åke Rangnar Wide
- Helge Zandén
- Anders Zorn
- Lasse Åberg
- Stig Åsberg
- Stig Engström

En mycket känd svensk grafikgrupp var IX-gruppen 1964–2000. Falugrafikerna är en beteckning som i efterhand givits att antal kända grafiker bland andra Stig Borglind och Bertil Bull Hedlund. I Mariefred fanns 1996–2014 ett svenskt centrum för grafik, Grafikens hus, med utställningshallar, professionella grafiska verkstäder med mera.